# Stan Laurel

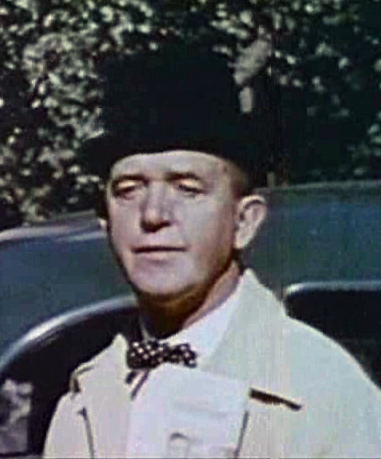
Stan Laurel (1943).

Stan Laurel (/ˈlɒrəl/, nome artístico de Arthur Stanley Jefferson (Ulverston, 16 de junho de 1890 – Santa Mônica, 23 de fevereiro de 1965), foi um ator comediante, roteirista e cineasta inglês. Tornou-se mundialmente famoso pela parceria com Oliver Hardy, com o qual formou a dupla cômica O Gordo e o Magro, uma das mais importantes da história do cinema, por quatro décadas. Juntos, eles apareceram em 107 curtas-metragens, longas-metragens e participações especiais.
Laurel iniciou sua carreira no music hall, onde desenvolveu uma série de características cômicas, incluindo o chapéu-coco, a profunda gravidade cômica e o eufemismo absurdo, e desenvolveu suas habilidades em pantomima e esquetes. Ele foi membro da trupe de Fred Karno, onde foi substituto de Charlie Chaplin. Ele e Chaplin chegaram aos Estados Unidos no mesmo navio vindo do Reino Unido com o grupo de Karno. Laurel começou a atuar no cinema em 1917 e fez sua última aparição nas telas em 1951. Ele apareceu com seu parceiro Oliver Hardy no curta-metragem The Lucky Dog (1921), embora os dois não tenham se tornado uma dupla oficial até o final de 1927. 
Em abril de 1961, no 33º Oscar, Laurel recebeu um Oscar Honorário por sua contribuição a comédia, além de ganhar uma estrela na Calçada da Fama de Hollywood, no 7021 Hollywood Boulevard. 
Após a morte do amigo Hardy,  Laurel se aposentou definitivamente da atuação em 1957, alegando que não conseguiria mais atuar sem a companhia do parceiro de tantos anos. Ele continuou escrevendo roteiros para outros artistas, como Jerry Lewis, até o ano de 1967, quando veio a falecer, vítima de um ataque cardíaco.

## Biografia

### Início da carreira
Filho de Madge Metcalfe e de Arthur Jefferson, um empresário teatral, Stan estreou no palco após completar seus estudos na King James Gramar School, em Bishop Auckland, na The King's School, em Tynemouth, e por um tempo na Rutherglen Academy. Sua primeira performance foi no Britannia Panopticon, em Glasgow, Escócia, aos 16 anos de idade.
Viajou com várias companhias de teatro pelo país, até entrar na trupe de Fred Karno, em 1910, da qual fazia parte Charles Chaplin, de quem chegou a ser substituto numa pantomima chamada Mumming Bird, levada por Karno aos Estados Unidos, sob o título A Night at an English Music Hall.
Stan conheceu então Mae Dahlberg, que exerceria grande influência em sua vida. Creditado como Stan Jefferson, adotou o nome Laurel por sugestão de Mae, que trabalhou com ele em seu primeiro filme, Nuts in May, em 1917, uma produção independente de Adolph Ramish, assinando contrato com a Universal. Ele e Mae jamais casaram, mas chegaram a viver um tempo maritalmente, sendo creditada em muitos filmes como "Mae Laurel".
A partir dessa época trabalhou como autônomo para vários estúdios, entre eles no filme Lucky Dog, no qual Oliver Hardy participou num pequeno papel. Essa foi a primeira vez que trabalharam juntos. Seu nome passou a ser conhecido com as paródias de filmes populares feitas na época, entre elas The Soilers e Under Two Jags, em 1920, Mud and Sand, em 1922, e Dr. Prycle and Mr. Pryde, em 1925.
Em 1924, Stan assinou um contrato com Joe Rock para doze comédias, mas uma das cláusulas estipulava que Dahlberg não poderia aparecer em nenhum de seus filmes. Em 1925, julgando que Dahlberg estava interferindo na carreira de Stan, Rock ofereceu a ela uma passagem só de ida para a Austrália, e aceitou, separando-se definitivamente de Laurel.

### Laurel e Hardy

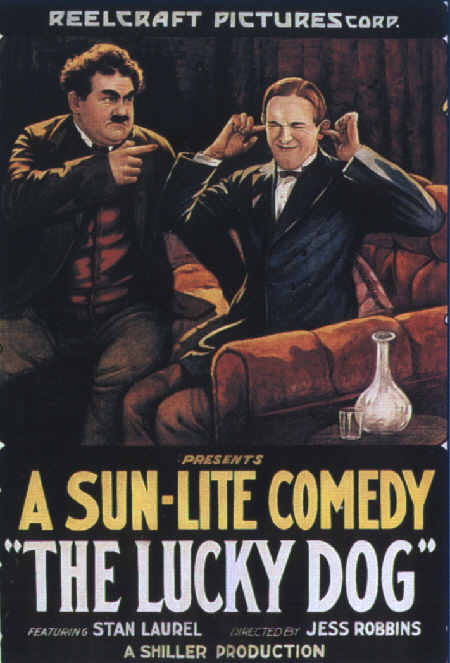
Stan Laurel e Oliver Hardy em The Lucky Dog

A partir de 1926, Laurel passou a trabalhar definitivamente com Hal Roach, como gagman e diretor. Em 1927, no Hal Roach Studios, Stan trabalhou em Slipping Wives, ao lado de Oliver Hardy, sendo sua primeira vez propositadamente juntos. O diretor do Roach Studios, Leo McCarey, observou em uma apresentação a reação da audiência e passou a colocá-los juntos, criando assim a mais famosa dupla de humoristas da história do cinema. A partir de então, os dois foram se destacando, e a dupla “O Gordo e o Magro” foi se constituindo, com a estreia oficial em 1927, com Putting Pants on Philip.
Durante os anos 1930, Laurel esteve envolvido em uma disputa com Hal Roach, tendo o seu contrato terminado. Posteriormente, retornou para o Roach Studio, onde fizeram muitos filmes. Em 1940 formaram companhia própria, a Laurel and Hardy Feature Productions, mas não fizeram filmes, e sim excursionaram pelo país com o show The Laurel and Hardy Revue.
Posteriormente a dupla fez filmes para a 20th Century Fox e MGM. Em 1950 filmaram Atoll K (A Ilha da Bagunça) para produtoras europeias, encerrando sua carreira.
Ao todo, fizeram cerca de 106 filmes juntos, sendo 40 curta-metragens sonoros, 32 curta-metragens no cinema-mudo, 23 longa-metragens e 11 filmes como convidados. Stan esteve envolvido, no total, em cerca de 190 filmes.

### Morte de Hardy e aposentadoria
Em maio de 1954, Hardy teve um infarto do miocárdio; em 1955, Hardy e Laurel planejavam fazer a série de TV chamada Laurel and Hardy's Fabulous Fables, mas Laurel teve um AVC. Hardy também teve um AVC em 15 de setembro de 1956, ficando paralisado e acamado por vários meses, sem falar e se mover.
Em 7 de agosto de 1957, Oliver Hardy morreu. Laurel não compareceu ao seu funeral, dizendo que "Babe (Oliver) entenderia". Laurel decidiu, a partir de então, não mais trabalhar sem o seu amigo de tanto tempo, e passou a escrever para comédias. Os amigos diziam que Laurel ficara totalmente arrasado após a morte de Hardy, sem jamais ter se recuperado.

## Vida pessoal

### Relacionamentos
Em 1926, Stan casou pela primeira vez, com Lois Nielson; posteriormente, casou mais três vezes. Em 1928, Stan teve uma filha com Lois, que recebeu o mesmo nome da mãe. Também teve um filho, que morreu dez dias após nascer, em 1930.
Laurel se divorciou de Lois e casou com Virginia Ruth Rogers,  em 1935. Em 1938 divorciou-se para casar com Vera Ivanova Shuvalova (Illeana). Em 1941, voltou a casar com Virginia Ruth Rogers. Laurel foi casado oito vezes, mas com quatro mulheres.
Um boato dizia que Clint Eastwood seria seu filho, o que não é verdade, embora o rosto dos dois tenha semelhança. Eastwood afirma que este assunto é passado, mas que às vezes a lenda ressurge.

### Últimos anos e morte

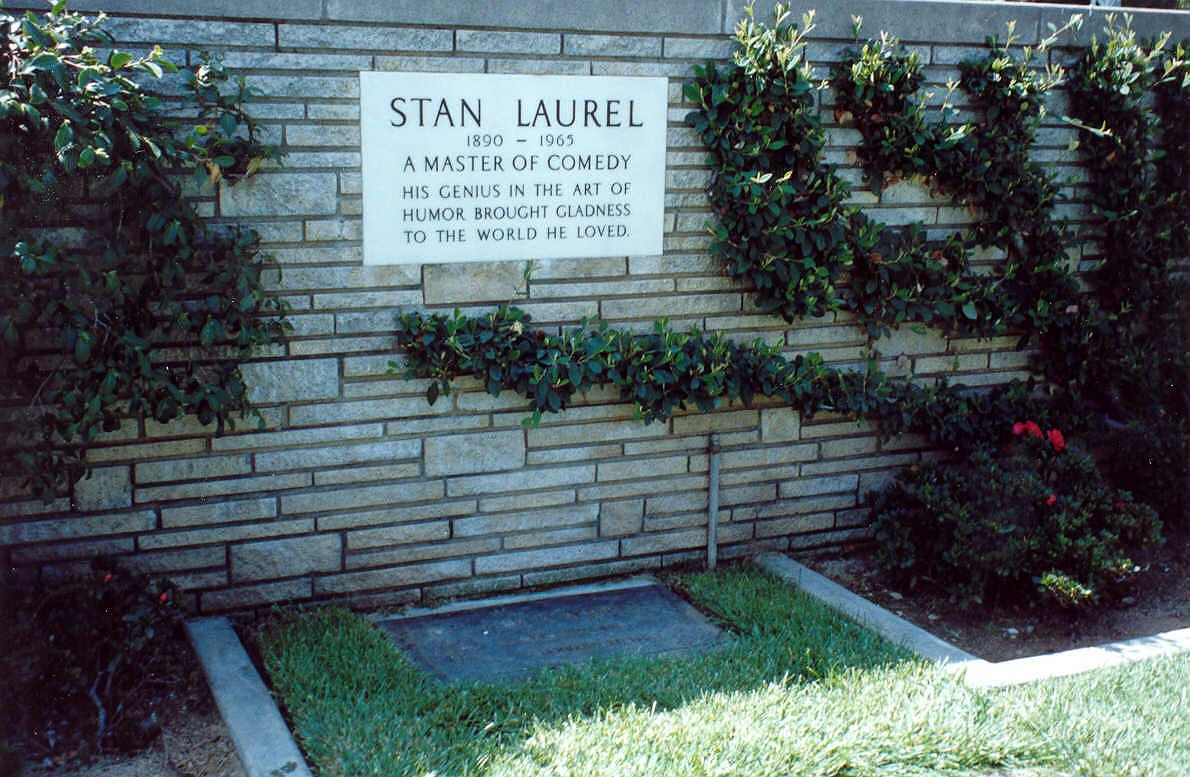
Túmulo de Stan Laurel.

Laurel era fumante até parar repentinamente por volta de 1960. Em janeiro de 1965, ele foi submetido a uma série de raios X para detectar uma
estomatite aftosa. Stan viveu seus últimos anos em um apartamento, no Oceana Hotel, em Santa Mônica. Jerry Lewis era um dos muitos comediantes que o visitavam, aproveitando suas sugestões para a produção de The Bellboy (1960). Stan nunca mais atuou em nenhum filme, ou mesmo programa de televisão, após a morte de Oliver Hardy. Dizia que não suportaria entrar em um set de filmagem e não encontrar mais o seu amigo de mais de três décadas. 
Faleceu vítima de um ataque cardíaco, em 23 de fevereiro de 1965, aos 74 anos. Minutos antes de sua morte, ele disse à enfermeira que não se importaria em esquiar, e ela respondeu que não sabia que ele era esquiador. "Não sou", mas prefiro fazer isso do que ficar com todas essas agulhas enfiadas em mim!"  disse Laurel minutos antes de morrer morreu silenciosamente em sua poltrona. Em seu funeral, Buster Keaton disse: " Chaplin não era o mais engraçado. Eu não era o mais engraçado. Esse homem era o mais engraçado". Seu corpo está enterrado no Forest Lawn Memorial Park, em Los Angeles.

## Filmografia de Stan
A filmografia de Stan Laurel, assim como a de Oliver Hardy, é bastante complexa, mediante as muitas fontes contraditórias. Consta que, sozinho, Stan teria feito 76 filme,  e com Hardy 105 filmes.

### Filmes de Stan Laurel (sem Oliver Hardy)
- Nuts in May (1917) (como Stan Jefferson)
- The Evolution of Fashion (1917)
- Hickory Hiram (1918)
- Phoney Photos (1918)
- It’s Great to be Crazy (1918)
- Huns and Hyphens (1918) (com Larry Semon)
- Just Rambling Along (1918)
- No Place Like Jail (1918)
- Who’s Zoo? (1918)
- Bears and Bad Men (1918)
- Frauds and Frenzies (1918)
- O, It’s Great to Be Crazy (1918)
- Do You Love Your Wife? (1919)
- Hustling for Health (1919)
- Hoot Mon! (1919)
- Cars and Stripes (1919) (com Hardy e Larry Semon)
- Wild Bill Hiccup (1920)
- The Suitor (1920) (“Don Juan”)
- Rupert of Hee-Haw (1920)
- The Rent Colector (1921) (“Bancando o Cobrador”)
- Make it Snappy (1921)
- The Weak End Party (1922) (“Trocas e Destrocas”)
- Mixed Nuts (1922)
- The Egg (1922) (“Compras e Trocas”)
- The Pest (1922) (com Mabel Normand)
- Mud and Sand (1922) (“Lama e Areia”) (parodiando Rodolfo Valentino em Sangue e Areia, de 1922)

- The Carpenter (1922)
- The Bootlegger (1922)
- The Gardener (1922)
- The Miner (1922)
- The Soilers (1923) (“Sem Luvas Brancas”)
- The Noon Whistle (1923)
- When Knights Were Cold (1923) (“Entre a Espada e o Espeto”)
- Under Two Jags (1923) (“Legião Estrangeira”)
- The Garage (1923)
- Noon Whistle (1923) (“Um Bom Operário”)
- Oranges and Lemons (1923)
- White Wings (1923)
- Pick and Shovel (1923)
- Kill or Cure (1923)
- Gas and Air (1923)
- The Handy Man (1923)
- Short Orders (1923)
- A Man About Town (1923)
- The Whole Truth (1923)
- Scorching Sands (1923)
- Save the Ship (1923) (“A Casa Flutuante”)
- Roughest Africa (1923) (“Um Caçador na África”)
- Frozen Hearts (1923) (“Coração de Gelo”)
- Collars and Cuffs (1923) (“A Tinturaria”)
- A Dark House (1923)
- Mother’s Joy (1923) (“Olhos Direitos da Mamãe”)
- Scorching Sands (1923)
- Short Kilts (1924)
- Rupert of Hee Haw (1924)
- Mandarin Mix-Up (1924)/ Monsieur Don’t Care (1924)
- The Smithy (1924) (com Oliver Hardy)
- Zeb vs. Paprika (1924)
- Postage Due (1924) (“Tontices de Stanny”)
- Near Dublin (1924) (“Pedro às Pedradas”)
- Brothers Under the Chin (1924)
- The Animal’s Farm (1924)
- Wide Open Spaces/ Wild Bill Hiccup (1924)
- Detained (1924)
- West of Hot Dog (1924)
- Twins (1925)
- Wandering Papas (1925) (“Diabinho de Saias”)
- Somewher in Wrong (1925)
- Pie-Eyed (1925)
- The Snow Hawk (1925)
- Navy Blues Days (1925)
- The Sleuth (1925)
- Over the Bottom (1925)
- Dr. Pycle and Mr. Pryde (1925) (“A Bela e o Bicho”)
- Half a Man (1925)
- Cowboys Cry for It (1925)
- What’s the World Coming To? (1926) (não-creditado)
- Raggedy Rose (1926)
- Atta Boy (1926)
- On the Front Page (1926)
- Get’em Young (1926)
- I’ll Tell One (1926) (com Charles Chase)
- Seeing the World (1927)
- Eve’s Love Letters (1927)

### Filmes de Stan Laurel e Oliver Hardy
- Ver Laurel & Hardy #Filmografia

### Roteiro
- The Noon Whistle (1923)
- The Garage (1923)
- Starvation Blues (1925) (história)
- Moonlight and Noses (1925)
- Unfriendly Enemies (1925)
- Chasing the Chaser (1925)
- The Nickel-Hopper (1926)
- On the Front Page (1926)
- Raggedy Rose (1926)
- Get 'Em Young (1926)
- Should Husbands Pay? (1926)
- Along Came Auntie (1926)
- The Devil Horse (1926)
- Never Too Old (1926)
- Don Key (Son of Burro) (1926)
- Scared Stiff (1926)
- Madame Mystery (1926)
- Wife Tamers (1926)
- Dizzy Daddies (1926)
- Wandering Papas/ Enough to Do (UK: versão curta) (1926)
- Your Husband's Past (1926)
- Charley My Boy/ Charlie, My Boy (UK) (1926)
- What's the World Coming To? (1926)
- Love 'Em and Weep (1927) (não-creditado)
- Eve's Love Letters (1927) (história e roteiro)
- The Honorable Mr. Buggs (1927)
- Why Girls Say No (1927)
- Their Purple Moment (1928) (não-creditado) (“Um Momento de Glória” – TV)
- Galloping Ghosts (1928)
- The Finishing Touch (1928) (não-creditado)
- Towed in a Hole (1932) (contribuição) (não-creditado)
- Their First Mistake (1932) (não-creditado) (“Duas Babás para um Bebê”- TV)
- Pack Up Your Troubles (1932) (não-creditado)
- Busy Bodies (1933) (não-creditado)
- The Midnight Patrol (1933) (não-creditado)
- Me and My Pal (1933) (não-creditado)
- Twice Two (1933) (não-creditado)
- Babes in Toyland/ Laurel and Hardy in Toyland/ March of the Wooden Soldiers / Revenge Is Sweet/ Wooden Soldiers (1934) (não-creditado)
- Them Thar Hills (1934) (não-creditado)
- Going Bye-Bye! (1934) (não-creditado)
- Sons of the Desert/ Fraternally Yours (UK) (1933) (não-creditado)
- Bonnie Scotland/ Heroes of the Regiment (1935) (não-creditado)
- Thicker Than Water (1935) (história)
- Tit for Tat (1935) (não-creditado)
- Our Relations/ Double Trouble (USA)/ Sailors' Downfall (USA: versão curta) (1936) (contribuição para o roteiro) (não-creditado)
- Swiss Miss (1938) (não-creditado)
- Saps at Sea (1940) (não-creditado)
- A Chump at Oxford (não-creditado)
- The Bullfighters (1945) (não-creditado)

### Direção
- Moonlight and Noses (1925)
- Unfriendly Enemies (1925)
- Book Bozo (1925)
- Yes, Yes, Nanette (1925)
- Chasing the Chaser (1925)
- Get 'Em Young (1926) (não-confirmado)
- Wise Guys Prefer Brunettes (1926)
- Should Husbands Pay? (1926)
- Madame Mystery (1926) (co-diretor)
- Wandering Papas/ Enough to Do (UK: versão curta) (1926)
- Flaming Fathers (1927)
- The Bullfighters (1945) (não-creditado)

### Assistente de direção
- Raggedy Rose (1926)
- The Merry Widower (1926)
- Never Too Old (1926)
- Madame Mystery (1926)
- Seeing the World (1927)

### Trilha sonora
- Below Zero (1930) ("In the Good Old Summertime")
- Sons of the Desert/ Fraternally Yours (UK) (1933) ("Honolulu Baby" (não-creditado))
- Them Thar Hills (1934) ("The Old Spinning Wheel")
- Tit for Tat (1935) ("The Old Spinning Wheel")
- Way Out West (1937) ("The Trail of the Lonesome Pine" (não-creditado), "I Want to Be in Dixie" (não-creditado))
- Swiss Miss (1938) ("The Mousetrap Song")
- The Flying Deuces/ Flying Aces (1939) ("Shine On, Harvest Moon" (1908) (não-creditado), "The World Is Waiting for the Sunrise" (1918) (não-creditado))
- Saps at Sea (1940) ("Home, Sweet Home" (não-creditado))
- The Big Noise (1944) ("Mairzy Doats" (1943) (não-creditado))
- It Came from Somewhere Else (1988) ("Trail of the Lonesome Pine")

### Produção
- Our Relations/ Double Trouble (USA)/ Sailors' Downfall (USA: versão cortada) (1936) (produção)
- Way Out West (1937) (produção)
- Songs and Bullets (1938) (produção executiva)
- Knight of the Plains (1938) (produção executiva) (não-creditado)
- The Rangers' Round-Up (1938) (produção executiva)
- In Old Montana (1939) (produção executiva)
- Two Gun Troubador/ The Lone Troubador (1939) (produção executiva)

## Premiações e homenagens
- Em 1961, Stan recebeu um Oscar especial da Academia por seu "pioneirismo criativo no campo da comédia cinematográfica".
- Em 1989, uma estátua de Laurel foi erigida em Dockwray Square, North Shields, Northumberland, Inglaterra, onde viveu, entre 1897 e 1902, e onde os degraus sob o North Shields Fish Quay podem ter inspirado a cena de piano em The Music Box.
- Em 2006, a BBC encenou um drama baseado num encontro entre Laurel e Hardy, com reminiscências sobre sua carreira, denominado Stan
- A estrela de Laurel na Calçada da Fama é situada na 7021 Hollywood Blvd, Los Angeles, Califórnia.
- Em 2008, uma estátua de Stan Laurel foi colocada em Bishop Auckland, County Durham, no local do Eden Theatre.
- Em abril de 2009, uma estátua de bronze de Laurel e Hardy foi colocada em Ulverston, Cumbria.[15]
- Sobre a porta da casa onde Stan Laurel morou, há uma placa homenageando o ator.
- O filme The Great Race (A Corrida do Século), de Blake Edwards, em 1965, foi dedicado a Laurel e Hardy.